# Nick Wormald
Nicholas Charles „Nick“ Wormald (geb. 1953 oder 1954) ist ein australischer Mathematiker, der sich mit Kombinatorik und Optimierung befasst.
Wormald wurde 1979 an der University of Newcastle bei Robert William Robinson promoviert (Some problems in the enumeration of labelled graphs). Er war Professor an der University of Melbourne und der University of Auckland, bevor er um 2006 an die University of Waterloo ging und dort den Canada Research Chair in Kombinatorik und Optimierung besetzte. Seit 2013 ist er Professor an der Monash University in Melbourne.
Er befasst sich mit probabilistischer Kombinatorik, Graphentheorie, Enumerativer Kombinatorik, kombinatorischen Algorithmen, Steiner-Bäumen, mit Anwendung unter anderem auf die Optimierung von Minen im Bergbau.
1979 löste er ein Problem von Paul Erdős über die Färbung von Graphen (von Erdős mit 25 Dollar dotiert). Er benutzte einen Computer, um eine ebene Menge mit 6448 Punkten ohne gleichseitige Dreiecke der Länge 1 zu konstruieren, deren zugehöriger Graph (Punkte wurden jeweils verbunden falls Abstand 1) nicht mit drei Farben färbbar war (chromatische Zahl 4), entgegen der Vermutung von Erdös und zu dessen Überraschung.
2006 erhielt er die Euler-Medaille und die Research Medal der Australian Mathematical Society. 2012 erhielt er eine Australian Laureate Fellowship, und 2017 wurde er als Mitglied in die Australian Academy of Science gewählt. 